# Relkovaptan
Relkovaptan (SR-49059) je nepeptidni inhibitor antidiuretskog hormonskog (vazopresinskog) receptora. On je selektivan za V1a tip receptora. On je pokazao pozitivne inicijalne rezultate u tretmanu Rejnoove bolesti, dismenoreje, i kao tokolitik, mada on još uvek nije odobren za kliničku upotrebu.

## Spoljašnje veze
|  | Molimo Vas, obratite pažnju na važno upozorenje u vezi sa temama iz oblasti medicine (zdravlja). |